# 跳特
《跳特》（英語：The Jaunt）是一部由史蒂芬·金於1981年在《陰陽魔界雜誌》上所連載的短篇小說，並於1985年收錄在短篇小說集《史蒂芬·金的故事販賣機》內。

## 故事簡介
二十四世紀，一套名为“跳特”的瞬间传送装置普及全球，进而延伸出太空殖民计划。马克·欧茨因职位调动，携妻子茉莉以及两个儿女瑞奇和帕特丽夏来到纽约港务局以通过跳特装置抵达火星。在等候室，马克给好奇的孩子们半修饰地讲述“跳特”的起源故事。
1987年，科學家维克多·柯伦在做实验时意外将自己两根手指传送至他处，从而开发出一种利用摺曲的空間的电磁传送装置，并根据小说《群星，我的归宿》里的内容将其命名为“跳特”。在后续研究中，跳特虽然能传输一切无机物，但实验用的动物却在进行跳特后出现行为异常或死亡的情况。柯伦最终发现具有高级神经活动的生物只有无知觉中进行跳特才能在另一处存活，故现今人类进行跳特前必须气体麻醉。跳特装置自宣布起即引起轰动，经济随之回暖，全美以至全球开始设立跳特站，运输成本的降低也导致石油一文不值，水资源则因逐年污染严重而愈加稀缺，其项目开发成为第一要务。
马克继续讲述着2007年有六个死刑犯自愿在麻醉下平安通过跳特装置的事件，但没有提及它的黑历史：第七位自愿者鲁迪·佛吉，他以政府特赦为交换条件，在清醒状态下通过装置后聲稱自己見到“永恒”便心脏麻痹而死，而至今已有三十个形形色色的人试图清醒通过跳特装置，他们不是发疯就是暴毙。此外，也有跳特装置被用来杀人、被独裁者用来清除异己、被黑手党用来处理尸体等相关记载。
等候时间结束，欧茨一家接受服务员安排的气体麻醉。来到火星的苏醒室，马克被茉莉的尖叫声惊醒，只见帕特丽夏仍在昏睡，而瑞奇却头发发白，角膜泛黄，手如尖爪，已然陷入疯狂，原来他屏气骗过服务员，在清醒状态下通过了跳特装置。瑞奇抓挠着自己的脸和眼睛，对着惊愕的马克狂叫着他看到了整个过程，“比你想象的还要久！”最后，瑞奇被服务员带离现场。